# جوانه وانیکولا
جُوانه وانیکولا (به انگلیسی: Joanne Vannicola)؛ (زادهٔ ۲۰ آوریل ۱۹۶۸) بازیگر کانادایی است.
از کارهای او می‌توان به بازی در سریال عامل ناشناخته اشاره کرد.